# Клеймёнов, Евгений Олегович
Клеймёнов Евгений Олегович (11 мая 1947, Уфа — 1 сентября 1992, Москва) — советский, российский художник-живописец, монументалист, член Союза художников России (1985).

## Биография
Клеймёнов Евгений Олегович родился 11 мая 1947 года в Уфе в семье инженеров-железнодорожников. Художественное образование получил в Московской средней художественной школе при институте им. В. И. Сурикова, (ныне Московская центральная художественная школа при Российской академии художеств; 1959—1966) и в Московском художественном институте им. В. И. Сурикова (ныне Московский государственный академический художественный институт имени В. И. Сурикова), мастерская П. Д. Покаржевского и мастерская монументальной живописи профессора К. А. Тутеволь; (1966—1973).
1973—1974 — служба в рядах Советской Армии.
1975 — внештатный художник Государственного исторического музея.
1976—1978 — жил в поселке Теплоозёрск Хабаровского края, где совместно с В. П. Мясоедовым и А. А. Гребенщиковым, в фойе Дома культуры выполнил монументальную роспись «Праздничная феерия-фантазия по мотивам произведений А. Грина».
1979—1991 — жил и работал в Уфе.
1981—1986 — художник Башкирского творческо-производственного комбината Художественного фонда РСФСР.
В 1990 году совершил творческую поездку на Кипр.
Евгений Олегович Клейменов скончался в 1992 году в Москве.

## Творчество
Широта философских и эстетических взглядов Евгения Клейменова нашла отражение в его творчестве, основанном на классических традициях. В произведениях художника, разнообразных по тематике и жанрам, открывается многообразный мир: мечта и реальность, история и современность.
Клеймёнов был таким художником, о которых говорят — мастер. Великолепный рисовальщик, он столь же ярко был одарен в живописи, идя в ней от классики, от высоких традиций русского и мирового реалистического искусства.
Произведения Е. О. Клеймёнова хранятся в собраниях Башкирского государственного художественного музея им. М. В. Нестерова, Национального музея Республики Башкортостан, Дома-музея В. И. Ленина в Уфе, музея МВД РБ , в частных собраниях в России и за рубежом.

## Основные работы[5]
I. СТАНКОВАЯ ЖИВОПИСЬ (техника: холст, масло)
- 1981: Кора, собств. БГХМ им. М. В. Нестерова.
- 1982: Восхождение. Памяти А. Грина, собств. БГХМ им. М. В. Нестерова; Вершина Митридата.
- 1983: Причастие стихиям; Пастух; Лодки; Автопортрет, собств. БГХМ им. М. В. Нестерова.
- 1984: Дочь, собств: БГХМ им. М. В. Нестерова; Односельчане, там же; Молодняк, там же.
- 1985: Музыка М. Теодоракиса; Ленин на Красной площади, собств. БГХМ им. М, В. Нестерова; Портрет Кати, там же,
- 1985—1988: Тогда ещё не было войны; Портрет Ф. Валеевой, собств. БГХМ им. М. В. Нестерова.
- 1986: Петр I, собств. БГХМ им. М. В. Нестерова; Миссия Жанны, там же; Август, там же; Песня Салавата, там же; Памяти казака Харлампия Ермакова, там же.
- 1988: Командарм М. Тухачевский; Уходя в бессмертие; М. Н. Тухачевский. Памяти полководца и коммуниста.

II. МОНУМЕНТАЛЬНАЯ ЖИВОПИСЬ
- 1975: Матери, оргалит, ДК п. Теплоозерск, Хабаровский край.
- 1976—1978: праздничная феерия-фантазия по мотивам произведений А. Грина, роспись альсекко, ДК п. Теплоозерск, Хабаровский край.
- 1984—1985: мозаика на фасаде Всесоюзного заочного института легкой и текстильной промышленности, Уфа.

## Выставки
- 1975 — XVI всесоюзная выставка дипломных работ выпускников художественных вузов страны. Москва, Академия художеств СССР;
- 1983 — групповая выставка 15-ти уфимских художников «Мир, в котором мы живем» (совместно с Р. Арслановым, В. Батищевым, А. Веселовым, Е. Винокуровым, З. Гаяновым, С. Красновым, В. Кузнецовой, А. Королевским, В. Лесиным, В. Меосом, У. Мухаметшиным, Р. Сафаргалеевой, Х. Хабибрахмановым, А. Холоповым). Уфа, ЦВЗ СХ БАССР;
- 1984 — всероссийская выставка «Голубые просторы России». Ленинград;
- 1985 — всесоюзная выставка «Земля и люди». Москва;
- 1985— зональная выставка «Урал социалистический». Свердловск;
- 1986 — групповая выставка 9-ти уфимских художников «Традиция и современность» (совместно с Е. Винокуровым, 3. Гаяновым, Н. Калинушкиным, В. Лесиным, С. Красновым, В. Кузнецовой, У. Мухаметшиным, И. Фартуковым). Уфа, БГХМ им. М. В. Нестерова;
- 1987 — групповая выставка «Десять художников Уфы — Новосибирску» (совместно с К. Губайдуллиным, Е. Винокуровым, С. Игнатенко, С. Красновым, В. Кузнецовой, В. Лесиным, У. Мухаметшиным, И. Фартуковым, Р. Харисовым). Новосибирск, ВЗ Академгородка;
- 1987 — всероссийская выставка посвященная 70-летию Великого Октября, Ульяновск;
- 1991 — групповая выставка «Пятый угол» (совместно с Р. Арслановым, В. Батищевым, У. Мухаметшиным, Н. Пегановым). Уфа, БГХМ им. М. В. Нестерова;
- Персональные выставки (посмертно): Уфа (1997, 2007, 2010, 2022).

## Интересные факты
- .В 1979 году фреска «Праздничная феерия-фантазия по мотивам произведений А. Грина» была оценена в 150 тысяч рублей и включена в Художественный фонд СССР. Полотно было взято под охрану государства как памятник монументальной живописи. После распада СССР данное произведение культуры было по неизвестным причинам снято с реестров культурного наследия. Долгое время фреска находилась в ненадлежащем состоянии. Произведение подверглось сырости, резким перепадам температур. Были видны следы разрушения. Одним словом, фреска нуждалась в реставрации[6]. В период с 2018 по 2020 год работник дома культуры, член союза художников России Еремин Сергей Константинович безвозмездно выполнил, реставрацию, тем самым внес огромный вклад в восстановление и поддержание культурного наследия ЕАО. Огромную помощь оказал Теплоозерский цементный завод в лице управляющего Сысоева Евгения Николаевича, закупив необходимые для этого материалы. 15 января 2021 года состоялось торжественное открытие фрески по феерии А. Грина «Алые паруса» после реставрации.[7]
- В октябре 2022 года, в Москве состоялась передача уникальной картины Евгения Клейменова «Скорбящая Богоматерь Кипра». В дар Башкирскому государственному музею имени М. В. Нестерова картину передал господин Сарян Левон Крикорович. Церемония состоялась при поддержке Полномочного Представительства Республики Башкортостан при Президенте Российской Федерации и Министерства культуры Республики Башкортостан.[8]